# Partido Democrático (1998-2016)
El Partido Democrático  (民主党 Minshutō?,  abreviado PD, PDJ o DPJ a partir de su denominación inglesa Democratic Party of Japan) fue un partido político japonés de ideología centrista, surgido el 27 de abril de 1998 como resultado de la fusión de diversos partidos de la oposición. En las elecciones generales de 2009 el PDJ obtuvo una gran victoria, desplazando al Partido Liberal Democrático (PLD) y poniendo fin a medio siglo de gobiernos conservadores. A pesar de su importante victoria electoral, su período de gobierno estuvo salpicado de numerosos altibajos, y se vio muy criticado por la gestión posterior al tsunami que afectó a Japón en marzo de 2011, además de las numerosas disputas internas del PDJ que redujeron la acción de gobierno.
Después de obtener una arrolladora victoria en 2009, volvió a ser expulsado del gobierno por el PLD en las elecciones generales de 2012, sufriendo una importante pérdida tanto en número de votos como en escaños. A pesar de su relativa "novedad" como partido en el sistema político japonés, en comparación con la veteranía de otras formaciones políticas, el PDJ ya tiene reconocidas 6 facciones en su organización, hecho que le ha supuesto un importante lastre interno.
El 24 de febrero de 2016, el PDJ aceptó fusionarse con el Partido de la Innovación, rumbo a la elección de la Cámara de Consejeros en verano de 2016. El 14 de marzo de 2016, el nombre del partido fue anunciado como Minshinto, tras una serie de consultas. La nueva formación política se fundó oficialmente el 27 de marzo de 2016.

## Historia

### Fundación y primeros años
El Partido Democrático surgió en la primavera de 1998 a partir de la unión de varios pequeños partidos de la oposición al gobernante Partido Liberal Democrático (PLD): el antiguo Partido Democrático, el Partido del Buen Gobierno (民政党 Minseitō?), el Partido de la Nueva Fraternidad (新党友愛 Shintō-Yuuai?) y el Partido de la Reforma Democrática (民主改革連合 Minshu-Kaikaku-Rengō?). En el momento de su fundación, el partido disponía de unos 93 escaños en la Cámara de Representantes, que aumentaron a 127 tras concurrir a elecciones generales de 2000. De esta forma, se convirtió en el primer partido de la oposición, recuperando en cierto grado el papel que había jugado el Partido Socialista de Japón hasta comienzos de los años 1990. A lo largo de la década de los años 2000, el PDJ obtuvo unos resultados respetables en los comicios a los que el partido se presentó, aunque claramente insuficientes para imponerse al todopoderoso PLD y al entonces primer ministro conservador, Junichiro Koizumi. De hecho, en las elecciones de 2005 el PDJ sufrió una importante derrota electoral, lo que supuso la dimisión del líder demócrata, Katsuya Okada.

### Período reciente
En las elecciones celebradas en agosto de 2009 el Partido Democrático ganó por una amplia mayoría a su gran rival el Partido Liberal Democrático (PLD), haciéndose con 308 de los 480 escaños en liza; de esta manera el Partido Democrático rompía con 55 años de gobierno prácticamente ininterrumpido del PLD. El líder en aquel momento del Partido Democrático, Yukio Hatoyama, fue nombrado primer ministro de Japón el 16 de septiembre de 2009.
Durante su período de gobierno, el PDJ se vio acosado por conflictos internos e intentó poner en práctica muchas de sus propuestas políticas, sin éxito, lo que ha sido denominado por los politólogos como la "paradoja del cambio político sin cambio de políticas". La actividad legislativa bajo el PDJ fue particularmente baja, cayendo a niveles sin precedentes en la Historia japonesa reciente. No obstante, el partido llegó a implementar una serie de medidas progresistas, tales como la provisión de educación pública gratuita hasta el bachillerato, aumentar las ayudas estatales para las familias con hijos, expandir la cobertura del seguro por desempleo, extender la duración de los subsidios a la vivienda, y regulaciones más estrictas para salvaguardar a los trabajadores temporales y a tiempo parcial.

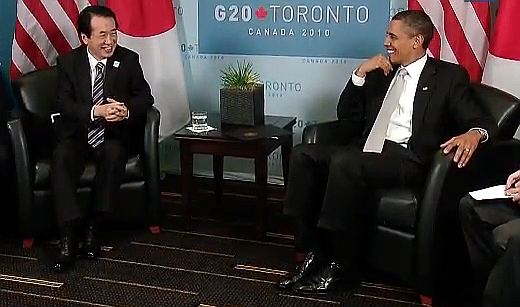
Naoto Kan junto al presidente estadounidense Barack Obama (2010).

El 2 de junio de 2010 Yukio Hatoyama renunció al cargo de primer ministro debido a las presiones de su propio partido que temía sufrir un descalabro electoral en las elecciones del 11 de julio a la Cámara de Consejeros de Japón a causa de la impopularidad de Hatoyama. Dos días después Naoto Kan fue elegido nuevo líder del Partido Democrático y poco después se convirtió en el nuevo primer ministro de Japón, tomando posesión del nuevo cargo el 8 de junio. El nuevo Primer ministro no tuvo mejor fortuna, ya que se vio afectado por la persistente crisis económica y las luchas internas del PDJ, pero su gobierno fue especialmente criticado por la gestión posterior al tsunami que afectó a Japón en marzo de 2011 y del accidente nuclear de Fukushima. Víctima de la impopularidad entre la opinión pública japonesa, la situación de Kan como líder del PDJ quedó en muy mal lugar, por lo que se comprometió a presentar su dimisión tras la aprobación en el parlamento de algunas leyes. El 29 de agosto de 2011 Yoshihiko Noda ganó la elección interna del Partido Democrático para elegir al líder de ese partido (y virtual nuevo primer ministro de Japón).
Después de la desastrosa derrota del Partido Democrático de Japón en las elecciones generales de Japón del 16 de diciembre de 2012, Yoshihiko Noda renunció a la presidencia del partido y se abrió el proceso electoral interno para elegir al nuevo líder. El 25 de diciembre de 2012 se celebró la elección interna del presidente del Partido Democrático; Banri Kaieda ganó al obtener 90 votos mientras que su principal rival, Sumio Mabuchi, obtuvo 54 votos.

## Resultados electorales

### Resultados en las Elecciones generales
| Elecciones | Líder          | # de candidatos | # de escaños | ±-  | # de votos      | % de votos | Gobierno  |
| ---------- | -------------- | --------------- | ------------ | --- | --------------- | ---------- | --------- |
| 2000       | Yukio Hatoyama | 262             | 127/480      |     | 16.811.732 (#2) | 27,61%     | Oposición |
| 2003       | Naoto Kan      | 277             | 177/480      | 50  | 21.814.154 (#2) | 36,66%     | Oposición |
| 2005       | Katsuya Okada  | 299             | 113/480      | 64  | 24.804.786 (#2) | 36,44%     | Oposición |
| 2009       | Yukio Hatoyama | 330             | 308/480      | 195 | 33.475.334 (#1) | 47,43%     | Coalición |
| 2012       | Yoshihiko Noda | 267             | 57/480       | 251 | 13.598.773 (#2) | 22,81%     | Oposición |
| 2014       | Banri Kaieda   | 198             | 73/475       | 16  | 11.916.838 (#2) | 22,50%     | Oposición |

### Resultados de las elecciones a la Cámara de Consejeros
| Elecciones | Líder          | # de escaños | ±- | # de votos | % de votos |
| ---------- | -------------- | ------------ | -- | ---------- | ---------- |
| 1998       | Naoto Kan      | 47/252       |    | 12.209.685 | 21,75%     |
| 2001       | Yukio Hatoyama | 59/247       | 12 | 8.990.524  | 16,42%     |
| 2004       | Katsuya Okada  | 82/242       | 23 | 21.137.457 | 37,79%     |
| 2007       | Ichirō Ozawa   | 109/242      | 27 | 23.256.247 | 39,48%     |
| 2010       | Naoto Kan      | 106/242      | 3  | 18.450.139 | 31,56%     |
| 2013       | Banri Kaieda   | 59/242       | 47 | 7.268.653  | 13,4%      |